# Národní park Töfsingdalen
Národní park Töfsingdalen (švédsky Töfsingdalens nationalpark) je národní park ležící uvnitř přírodní rezervace Långfjällets na území komuny Älvdalen v kraji a provincii Dalarna ve Švédsku.
Töfsingdalen byl vyhlášen v roce 1930. Mezi velkými balvany ve velmi obtížně dostupném terénu, daleko od nejbližší silnice, zde roste starý borovicový les. Töfsingdalen je proto možná nejméně navštěvovaným národním parkem ve Švédsku.
Spolu s přilehlými chráněnými oblastmi - Rogens ve švédské provincii Härjedalen a norskou Femundsmarkou - tvoří Gränslandet, velkou oblast s vysokými přírodními hodnotami, která má také velký význam pro rekreaci.
Mnoho stromů v této oblasti je starých až 500 let; les je stříbrně šedý, díky všem mrtvým, ležícím i stojícím stromům na svazích. Na mnoha stromech pralesa roste vzácný a jedovatý lišejník letharia vulpina. Les podél říčky Töfsingån, kterému dominuje smrk, je velmi bujný a díky na živiny bohatému podloží je také bohatý na byliny. Roste zde všivec žezlovitý, keř lýkovec jedovatý, pryskyřník platanolistý, kteří jsou velmi vzácní.
Terén s velkými balvany ztěžuje chůzi mimo stezku. Tento terén proto prospívá živočichům, kteří se straní lidí. Žije zde medvěd, rosomák sibiřský, vlk a orel skalní. Do národního parku se dá dostat po řadě turistických stezek z Grövelsjönu nebo Storånu. Severozápadním cípem vede dálková pěší trasa Södra Kungsleden.